# Minardi M188
Minardi M188 — гоночный автомобиль Формулы-1, разработанный командой Minardi и построенный для участия в чемпионате 1988 года.

## История
Шасси M188, сконструированное Джакомо Калири показало себя с самой лучшей стороны, однако дальше дела не клеились. Команда отказалась от использования двигателей Motori Moderni в пользу Ford Cosworth.

Пьерлуиджи Мартини за рулём Minardi Ford M188B.

В начале сезона в заявочном листе команды значились две фамилии: Адриана Кампоса, уже выступавшего в прошлом сезоне, и новичка Луиса Переса Сала. Впрочем, первый не оправдал надежд команды (не прошёл три предквалификации в Монако, Мексике и Канаде) и начиная с Гран-при США его место занял Пьерлуиджи Мартини, который стартовав с 16-го места на трассе в Детройте принёс Minardi первое долгожданное очко. Мартини два раза не смог попасть на старт, впрочем как и его напарник Сала. Скоростные трассы в Бельгии и Германии не позволяли этого сделать, так что очко заработанное на улицах Детройта осталось единственным в активе команды.
Лучшим местом в квалификации стало 11-е место Луиса-Переса в Венгрии. Команда заняла 10-е место в Кубке Конструкторов, а Мартини - 16-е в зачёте пилотов.
Мартини и Сала использовали модернизированное шасси M188B в первых трёх гонках чемпионата 1989 года. Затем появилась новая модель - M189.

## Результаты выступлений в гонках
| Год  | Команда | Двигатель                | Шины | Пилоты  | 1    | 2    | 3    | 4   | 5   | 6    | 7    | 8    | 9   | 10   | 11   | 12   | 13   | 14   | 15  | 16   | Место | Очки |
| ---- | ------- | ------------------------ | ---- | ------- | ---- | ---- | ---- | --- | --- | ---- | ---- | ---- | --- | ---- | ---- | ---- | ---- | ---- | --- | ---- | ----- | ---- |
| 1988 | M188    | Ford Cosworth DFZ 3,5 V8 | G    |         | БРА  | САН  | МОН  | МЕК | КАН | ДЕТ  | ФРА  | ВЕЛ  | ГЕР | ВЕН  | БЕЛ  | ИТА  | ПОР  | ИСП  | ЯПО | АВС  | 10    | 1    |
| 1988 | M188    | Ford Cosworth DFZ 3,5 V8 | G    | Кампос  | Сход | 16   | НКВ  | НКВ | НКВ |      |      |      |     |      |      |      |      |      |     |      | 10    | 1    |
| 1988 | M188    | Ford Cosworth DFZ 3,5 V8 | G    | Мартини |      |      |      |     |     | 6    | 15   | 15   | НКВ | Сход | НКВ  | Сход | Сход | Сход | 13  | 7    | 10    | 1    |
| 1988 | M188    | Ford Cosworth DFZ 3,5 V8 | G    | Сала    | Сход | 11   | Сход | 11  | 13  | Сход | Сход | Сход | НКВ | 10   | Сход | Сход | 8    | 12   | 15  | Сход | 10    | 1    |
| 1989 | M188B   | Ford Cosworth DFR 3,5 V8 | P    |         | БРА  | САН  | МОН  | МЕК | США | КАН  | ФРА  | ВЕЛ  | ГЕР | ВЕН  | БЕЛ  | ИТА  | ПОР  | ИСП  | ЯПО | АВС  | 11    | 6    |
| 1989 | M188B   | Ford Cosworth DFR 3,5 V8 | P    | Мартини | Сход | Сход | Сход |     |     |      |      |      |     |      |      |      |      |      |     |      | 11    | 6    |
| 1989 | M188B   | Ford Cosworth DFR 3,5 V8 | P    | Сала    | Сход | Сход | Сход |     |     |      |      |      |     |      |      |      |      |      |     |      | 11    | 6    |

| Легенда к таблице |                                                                    |
| --- | ------------------------------------------------------------------ |
| В таблице перечислены результаты всех Гран-при Формулы-1, в которых использовался автомобиль. Строками таблицы являются сезоны, столбцами — этапы чемпионата мира. В каждой клетке указаны сокращённое название этапа и результат, дополнительно обозначенный цветом. Расшифровка обозначений и цветов представлена в нижеследующей таблице. |                                                                    |
| \| Пример \| Описание \| \| ------------ \| ------------------------------------------------------------------ \| \| 1 \| Победитель \| \| 2 \| Второе место \| \| 3 \| Третье место \| \| 5 \| Финишировал, заработав очки \| \| Сход \| Не финишировал, но при этом заработал очки \| \| 12 \| Финишировал, не получив очков \| \| НКЛ \| Финишировал, но не попал в финальную классификацию \| \| 15 \| Участвовал вне зачёта, либо по отдельной классификации \| \| 18 \| Не финишировал, но попал в финальную классификацию \| \| Сход \| Не финишировал \| \| НКВ \| Не прошёл квалификацию \| \| НПКВ \| Не прошёл предквалификацию \| \| ДСК \| Дисквалифицирован \| \| ИСК \| Исключён из протокола соревнований \| \| ТТ \| Заявлен для участия только в тренировках \| \| НС \| Участвовал в квалификации, но не стартовал в гонке \| \| Т \| Травмирован или болен \| \| ОТК \| Отказ от участия \| \| НТР \| Прибыл на соревнования, но на трассу не выезжал \| \| НПР \| Был заявлен в числе участников, но не прибыл к началу соревнований \| \| О \| Соревнования отменены \| \| \| Не участвовал \| \| Поул-позиция \| \| \| Быстрый круг \| \| |                                                                    |
| Пример | Описание                                                           |
| 1 | Победитель                                                         |
| 2 | Второе место                                                       |
| 3 | Третье место                                                       |
| 5 | Финишировал, заработав очки                                        |
| Сход | Не финишировал, но при этом заработал очки                         |
| 12 | Финишировал, не получив очков                                      |
| НКЛ | Финишировал, но не попал в финальную классификацию                 |
| 15 | Участвовал вне зачёта, либо по отдельной классификации             |
| 18 | Не финишировал, но попал в финальную классификацию                 |
| Сход | Не финишировал                                                     |
| НКВ | Не прошёл квалификацию                                             |
| НПКВ | Не прошёл предквалификацию                                         |
| ДСК | Дисквалифицирован                                                  |
| ИСК | Исключён из протокола соревнований                                 |
| ТТ | Заявлен для участия только в тренировках                           |
| НС | Участвовал в квалификации, но не стартовал в гонке                 |
| Т | Травмирован или болен                                              |
| ОТК | Отказ от участия                                                   |
| НТР | Прибыл на соревнования, но на трассу не выезжал                    |
| НПР | Был заявлен в числе участников, но не прибыл к началу соревнований |
| О | Соревнования отменены                                              |
| | Не участвовал                                                      |
| Поул-позиция |                                                                    |
| Быстрый круг |                                                                    |